# Willy Schroeders
Willy Schroeders (Sint-Agatha-Rode, 9 december 1932 - Sint-Lambrechts-Woluwe, 28 oktober 2017) was een Belgisch wielrenner. Hij was beroepsrenner van 1955 tot 1965. Als liefhebber reed Schroeders van de ene overwinning naar de andere, maar als prof werd hij meesterknecht van Rik Van Looy. Hij behaalde 30 overwinningen als beroepsrenner, waaronder drie ritten in de Ronde van Italië en hij droeg in 1962 ook de gele trui in de Tour de France.

## Palmares
1955
Brussel - Liège
1956
GP du Brabant Wallon
Omloop van Midden-België
Omloop van het Westen
Puurs
Zellik
1957
Den Bosch
Ninove
Zottegem - Dr. Tistaertprijs
Mechelen
Haacht
Sint-Lambrechts-Woluwe
Hoegaarden
1958
Deinze
Machelen
1959
GP des Ardennes
GP du Brabant Wallon
Mechelen
Aalter
1960
De Drie Zustersteden
Wavre
Ninove
1961
Sint-Katelijne-Waver
Kumtich
Ronde van Italië 1961:
Ritwinnaar van 3de en 19de etappe
1962
GP Stad Vilvoorde
Ronde van Italië 1962:
Ritwinnaar van 6de etappe
Tour de France 1962:
1e in 2e etappe deel B (ploegentijdrit)
+ 3 dagen Geletruidrager
1963
Brussel/Berchem - Ingooigem
Kontich
Halle-Ingooigem

## Resultaten in voornaamste wedstrijden
| Jaar | Ronde van Italië | Ronde van Frankrijk | Ronde van Spanje |
| ---- | ---------------- | ------------------- | ---------------- |
| 1956 |                  |                     | opgave           |
| 1957 |                  |                     |                  |
| 1958 |                  |                     | opgave           |
| 1959 |                  |                     |                  |
| 1960 |                  |                     |                  |
| 1961 | 13e (2)          |                     |                  |
| 1962 | opgave (1)       | opgave              |                  |
| 1963 | opgave           | opgave              | 48e              |
| 1964 |                  |                     | opgave           |

| Jaar | Milaan-San Remo | Gent-Wevelgem | Ronde van Vlaanderen | Parijs-Roubaix | Luik-Bast.‑Luik | Brabantse Pijl | Parijs-Tours | E3 Harelbeke |  | WK op de weg |  | Wereldranglijsten |
| ---- | --------------- | ------------- | -------------------- | -------------- | --------------- | -------------- | ------------ | ------------ |  | ------------ |  | ----------------- |
| 1956 |                 |               |                      |                | 50e             |                |              |              |  |              |  |                   |
| 1957 |                 | 7e            |                      |                |                 |                | 57e          |              |  |              |  |                   |
| 1958 |                 | 9e            |                      |                |                 |                |              |              |  |              |  |                   |
| 1959 |                 |               |                      |                |                 |                | 93e          |              |  |              |  |                   |
| 1960 |                 |               | 16e                  |                |                 |                |              |              |  |              |  |                   |
| 1961 |                 |               |                      | 55e            | 14e             | ↑              | 19e          |              |  | 24e          |  |                   |
| 1962 | 4e              | 68e           |                      |                |                 |                |              |              |  |              |  |                   |
| 1963 | Brons           |               |                      |                |                 |                |              |              |  |              |  | 27e (SPP)         |
| 1964 |                 |               |                      |                |                 |                |              | 4e           |  |              |  |                   |